# رون جويس
رون جويس هو كاتب سير ذاتية كندي، ولد في 19 أكتوبر 1930 في تاتاماغوتشي في كندا، وتوفي في 31 يناير 2019.